# 長野県池田工業高等学校
長野県池田工業高等学校（ながのけん いけだこうぎょうこうとうがっこう）は、長野県北安曇郡池田町大字池田にある公立高等学校。略称は、「池工」（いけこう）。
文化祭は「池工祭」と称し、その名称は校名に由来する。

## 沿革
- 1921年（大正10年） - 池田町立池田実業補習学校として開校。
- 1948年（昭和23年）4月1日 - 学制改革により、長野県北安曇農業高等学校として開校。
- 1950年（昭和25年）3月31日 - 定時制生坂分校を長野県梓川高等学校から移管。
- 1963年（昭和38年）4月1日 - 長野県池田工業高等学校となる。
- 2007年（昭和19年）6月20日 - 文部科学省「ものづくり人材育成のための専門高校・地域産業連携事業」指定。
- 2021年（令和3年）11月6日 - 創立100周年記念式典挙行[1]。

## 教育目標
- 真理を学ぶ情熱と自らの力で問題を解決する実践力と創造力に富んだ人造りを目指す

## 出身者
- 中山竹通 - 元マラソン選手

## 校章
- 校章 - ウェイバックマシン（2016年3月6日アーカイブ分）
- 原子核と電子軌道をデザインし、中心に「高」の文字。

## 校歌・応援歌
- 校歌

## 最寄駅
- 東日本旅客鉄道大糸線：信濃松川駅

## 最寄のバス停
- 池田町営バス…池田工業高校前下車